# Talviyö
Talviyö è il decimo album del gruppo musicale finlandese Sonata Arctica, pubblicato il 6 settembre 2019 dalla Nuclear Blast.

## Tracce
1. Message From The Sun – 4:06
2. Whirlwind – 6:31
3. Cold – 4:28
4. Storm The Armada – 5:08
5. The Last Of The Lambs – 4:22
6. Who Failed The Most – 4:44
7. Ismo’s Got Good Reactors – 3:43
8. Demon’s Cage – 4:57
9. A Little Less Understanding – 4:34
10. The Raven Still Flies With You – 7:39
11. The Garden – 6:16

### Edizione giapponese
1. Message From The Sun – 4:06
2. Whirlwind – 6:31
3. Cold – 4:28
4. Storm The Armada – 5:08
5. The Last Of The Lambs – 4:22
6. Who Failed The Most – 4:44
7. You Won’t Fall (Bonus Track) – 5:08
8. Ismo’s Got Good Reactors – 3:43
9. Demon’s Cage – 4:57
10. A Little Less Understanding – 4:34
11. The Raven Still Flies With You – 7:39
12. The Garden – 6:16

## Formazione

### Gruppo
- Tony Kakko – voce, tastiere
- Elias Viljanen – chitarra
- Pasi Kauppinen – basso
- Henrik Klingenberg – tastiere
- Tommy Portimo – batteria